# Richard Hind Cambage
Richard Hind Cambage (7 de noviembre de 1859 - 28 de noviembre de 1928) fue un topógrafo y botánico australiano que hizo importantes contribuciones a la descripción de los géneros Acacia y Eucalyptus.

## Primeros años
Cambage, hijo de John Fisher Cambage, nació en Applegarth cerca de Milton, Nueva Gales del Sur. Fue educado en colegios públicos y privados (incluyendo la Escuela Pública de Ulladulla), y por un corto tiempo fue profesor en la Escuela Estatal de Milton. En 1878 se convirtió en ayudante de M.J. Callaghan, topógrafo, y participó en la encuesta de parque nacional en 1879 y 1880. El 11 de julio de 1881, en la oficina de registro de Elizabeth Street, Sídney , se casó con Fanny Skillman (d.1897), hija de la directora de la escuela en Ulladulla.

## Carrera en topografía
Se graduó como agrimensor licenciado en junio de 1882, y se dedica al Departamento de Tierras durante tres años como dibujante y luego entró en el departamento de minas como topógrafo minero el 16 de febrero de 1885. En 1900 se realizó un estudio difícil y peligroso de abandonados trabajos en Newcastle que se ejecutan en el puerto y en el lecho marino. En 1902 fue nombrado jefe inspector de minería e investigó el lugar de la catástrofe minera de Mount Kembla en el que murieron 96 hombres y niños. Las pruebas que Cambage aportó a la comisión real sobre el desastre llevó a la reversión del veredicto del forense de que los mineros habían muerto por intoxicación de monóxido de carbono. Fue jefe inspector de minería hasta 1 de enero de 1916, cuando fue nombrado subsecretario del departamento de minas. Se retiró del servicio público el 7 de noviembre de 1924.
Aunque un servidor público ocupado, se las arregló para llevar a cabo una gran cantidad de otros trabajos y otros muchos intereses. En 1909-15 dio una conferencia sobre la topografía en Sydney Technical College , fue en tres ocasiones elegido presidente de la Institución de Topógrafos, y fue durante 15 años miembro de su junta de examinadores.

## Botánica
Había estado en principios muy interesado en la geología y botánica, y entre 1901 y 1903 contribuyó a la Linnean Society con una serie de "Notas sobre la Botánica del Interior de Nueva Gales del Sur" de los cuales como "Notas sobre la flora nativa de Nueva Gales del Sur ", una serie larga, que publicó en un período de más de 20 años. Fue secretario de la Royal Society de Nueva Gales del Sur desde 1914 hasta 1922 y desde 1925 hasta 1928 y fue presidente en 1912 y 1923.
Fue miembro del consejo de la Linnean Society of New South Wales a partir de 1906 y fue su presidente en 1924. Fue secretario honorario del Consejo Australiano de Investigación Nacional desde su inicio en 1919 hasta 1926, y organizó el segundo congreso de ciencia pan-Pacífico, celebrada en Melbourne y Sídney en 1923. Él fue su presidente desde 1926 hasta 1928 y fue elegido presidente de la Asociación Australiana para el Avance de la Ciencia en 1928. También fue presidente de la liga de los bosques de Nueva Gales del Sur y trabajó mucho para la liga de acacia australiana. A pesar del tiempo pasado en Cambage trabajo administrativo era capaz de hacer contribuciones valiosas a la ciencia. Durante muchos años ha plantado sistemáticamente semillas de Acacia , y en el momento de su muerte había contribuido con 13 artículos a la Revista de la Sociedad Real, con descripciones de 130 especies, y también hizo algunos trabajos sobre los eucaliptos . Como miembro de la Royal Australian Historical Society su conocimiento de la topografía le permitió arrojar luz sobre los viajes de algunos de los primeros exploradores. Un documento sobre la Exploración Más allá del Nepean superior en 1798, se publica por separado como panfleto en 1920. Murió repentinamente el 28 de noviembre de 1928.

## Eponimia
Especies, más de 20
- (Fabaceae) Acacia cambagei R.T.Baker[1]
- (Loranthaceae) Amyema cambagei (Blakely) Danser[2]
- (Myrtaceae) Eucalyptus cambagei Deane & Maiden[3]
- (Myrtaceae) Eucalyptus cambageana Maiden[4][5]